# Station Bengy-sur-Craon
Station Bengy-sur-Craon is een spoorwegstation in de Franse gemeente Bengy-sur-Craon.